# Río Cottonwood
El río Cottonwood (del inglés: Cottonwood River) es un afluente del río Minnesota . Este río fluye hacia el suroeste de Minnesota en Estados Unidos. Es parte de la cuenca del río Misisipí, un área de drenaje de 3.400 km² en una vasta región agrícola.

## Etimología
El nombre del río cottonwood es una traducción de la palabra sioux Waraju que designa al álamo de Virginia, un árbol que crece a lo largo de los ríos en la región de las praderas.
En otros tiempos este río era conocido como «Big Cottonwood River».

## Geografía
Su curso mide 245 km de largo.
El río discurre en sentido contrario a las Coteau de las Praderas, en un valle arbolado, en el sureste del estado de Minnesota.
El río pasa por el condado de Cottonwood y el parque estatal Flandrau . Se incorpora al río Minnesota justo al sureste de la pequeña ciudad de New Ulm. Una presa fue construida en el río para crear un lago, pero por dos veces la presa se rompió y fue barrida por las inundaciones.
El río Cottonwood tiene pocos afluentes debido a la configuración geológica y física de los cursos naturales de agua . Entre sus afluentes están el arroyo Sleepy Eye, que pasa por Cobden, y el arroyo Plum, que pasa por Walnut Grove